# 吉野街道
吉野街道（よしのかいどう）は、東京都羽村市から青梅市を経て、東京都西多摩郡奥多摩町に至る街道である。

## 概要
- 起点：東京都羽村市（新奥多摩街道交点）
- 終点：東京都西多摩郡奥多摩町（古里交差点=青梅街道交点）

終点付近より多摩川南岸道路が建設され、将来的に国道411号現道を経由しないでも奥多摩湖に向かうことができるようになる。

## 通過市町村
- 東京都
  - 羽村市
  - 青梅市
  - 奥多摩町

## 正式名
- 東京都道249号福生青梅線（起点〜東京都青梅市友田町二丁目）
- 国道411号（東京都青梅市友田町二丁目〜東京都青梅市畑中一丁目）
- 東京都道45号奥多摩青梅線（東京都青梅市畑中一丁目〜終点）